# Hylonycteris underwoodi
Hylonycteris underwoodi (Thomas, 1903) è un pipistrello della famiglia dei Fillostomidi, unica specie del genere Hylonycteris (Thomas, 1903), diffuso nell'America centrale.

## Etimologia
L'epiteto generico deriva dalla combinazione delle due parole greche ξύλο-, foresta e -νυχτερίδα, pipistrello. Il termine specifico invece è dedicato a C.F.Underwood, che catturò l'olotipo.

## Descrizione

### Dimensioni
Pipistrello di piccole dimensioni, con la lunghezza della testa e del corpo tra 48 e 60 mm, la lunghezza dell'avambraccio tra 31 e 34 mm, la lunghezza della coda tra 3 e 10 mm, la lunghezza del piede tra 7 e 11 mm, la lunghezza delle orecchie tra 9 e 13 mm e un peso fino a 12 g.

### Caratteristiche craniche e dentarie
Il cranio è relativamente piccolo, delicato, con un rostro lungo e le arcate zigomatiche incomplete. Gli incisivi superiori sono piccoli e separati, i canini sono semplici e sottili. I premolari sono relativamente alti e non in contatto.
Sono caratterizzati dalla seguente formula dentaria:

### Aspetto
Le parti dorsali sono nero-brunastre, con la testa più scura, mentre le parti ventrali sono grigio-brunastre scure. Il muso è molto allungato e affusolato, provvisto di una foglia nasale corta, sottile e lanceolata, la mandibola si estende ben oltre il muso. La lingua è lunga ed estensibile ed è fornita all'estremità di papille filiformi. Le orecchie sono corte e arrotondate. Le membrane alari sono attaccate posteriormente sulle caviglie. La base dell'avambraccio è densamente ricoperta di peli. La coda è corta ed è completamente inclusa nell'ampio uropatagio. Il cariotipo è 2n=16 FN=24.

## Biologia

### Comportamento
Si rifugia in piccole grotte e canali di irrigazione in piccoli gruppi di 2-8 individui.

### Alimentazione
Si nutre di polline, frutta e insetti catturati mentre succhia il nettare dai fiori.

### Riproduzione
Le femmine danno alla luce un piccolo alla volta. Le nascite avvengono tra febbraio ed aprile e tra agosto e novembre.

## Distribuzione e habitat
Questa specie è diffusa dallo stato messicano di Nayarit fino a Panama.
Vive nelle foreste sempreverdi fino a 2.600 metri di altitudine. Si trova anche in foreste decidue, boschi cittadini e foreste montane tropicali umide.

## Tassonomia
Sono state riconosciute 2 sottospecie:
- H.u.underwoodi: Messico meridionale, Guatemala, Belize meridionale, Honduras nord-occidentale, Costa Rica, Panama settentrionale;
- H.u.minor (Phillips & Jones, 1971): Stati messicani di Jalisco ed Oaxaca.

## Conservazione
La IUCN Red List, considerato il vasto areale, la popolazione presumibilmente numerosa e la presenza in diverse aree protette, classifica H.underwoodi come specie a rischio minimo (Least Concern)).